# 若松町 (新宿区)
若松町（わかまつちょう）は、東京都新宿区の町名。住居表示実施済み地域。「丁目」の設定がない単独町名である。

## 地理
新宿区のほぼ中央部に位置する。町域の北は喜久井町及び戸山、東は原町、南は河田町及び余丁町、西は新宿七丁目に接する（地名はいずれも新宿区）。南部を抜弁天通りが、地域北部を大久保通りが通っている。また北東部・原町との境界を夏目坂通りが通っている。地内は住宅地であるが、病院や公的機関も多く立地しているところでもある。

## 歴史
豊島郡牛込村であったが、江戸時代の1705年に江戸町奉行所の支配になり、牛込若松町が起立。商家のほかに武家屋敷などもあった。明治維新後、武家地等を併合。1876年三十人町・原町・市谷河田町の各一部を併合して町域が確定。大銀杏（寶祥寺一帯）・戸山前（総務省統計局一帯）・川向（東京女子医大一帯）という小字も存在していた。1911年に「牛込」の冠称を外す。新大久保と牛込神楽坂の中間を位置している所から都電が通り、戦後はゴルフ場やパチンコ店などができ周辺の住民にとって昔は比較的便利なところであった。その後都電が廃止された事で一番近くの駅が東西線の早稲田駅となり不便となった。大江戸線の開通によりマクドナルドなど新しい店ができたが、上野や新宿などへのアクセスが便利になると逆にそれが休日など客足が遠に行ってしまう原因となりマクドナルドは閉店してしまった。

### 地名の由来
かつて当地の若松が江戸城に正月用の門松として献上されていたことからといわれている。

### 沿革
- 1868年 - 江戸が東亰（とうけい）へ改称、東亰府の管轄となる。
- 1878年（明治11年） - 東京15区の制定で東京府牛込區へ編入。
- 1947年（昭和22年） - 東京23区制定で新宿区へ編入。
- 1982年（昭和57年） - 旧町名を継承する形で住居表示が実施された。住居表示実施時に原町三丁目の一部を編入している。

## 世帯数と人口
2025年（令和7年）3月1日現在（新宿区発表）の世帯数と人口は以下の通りである。
- 世帯数 : 3,611世帯
- 人口 : 5,957人

### 人口の変遷
国勢調査による人口の推移。
| 年                 | 人口  |
| ------------------ | ----- |
| 1995年（平成7年）  | 5,474 |
| 2000年（平成12年） | 4,995 |
| 2005年（平成17年） | 5,212 |
| 2010年（平成22年） | 5,552 |
| 2015年（平成27年） | 5,443 |
| 2020年（令和2年）  | 6,063 |

### 世帯数の変遷
国勢調査による世帯数の推移。
| 年                 | 世帯数 |
| ------------------ | ------ |
| 1995年（平成7年）  | 3,000  |
| 2000年（平成12年） | 2,717  |
| 2005年（平成17年） | 2,956  |
| 2010年（平成22年） | 3,323  |
| 2015年（平成27年） | 3,279  |
| 2020年（令和2年）  | 3,649  |

## 学区
区立小・中学校に通う場合、学区は以下の通りとなる（2018年8月時点）。
| 番地                                | 小学校                 | 中学校                 |
| ----------------------------------- | ---------------------- | ---------------------- |
| 5番3～7号 6番12～20号               | 新宿区立牛込仲之小学校 | 新宿区立牛込第二中学校 |
| 1～4番 5番1～2号 6番1～11号 7～32番 | 新宿区立余丁町小学校   | 新宿区立新宿中学校     |
| 33～38番                            | 新宿区立早稲田小学校   | 新宿区立新宿中学校     |

## 交通
当地域には都営地下鉄大江戸線の若松河田駅がある。地域北部では、東京メトロ東西線の早稲田駅も利用可能である。また大久保通り沿いや抜弁天通り沿いにはバスの便もあり、これを利用するものもいる。

## 事業所
2021年（令和3年）現在の経済センサス調査による事業所数と従業員数は以下の通りである。
- 事業所数 : 208事業所
- 従業員数 : 4,427人

### 事業者数の変遷
経済センサスによる事業所数の推移。
| 年                 | 事業者数 |
| ------------------ | -------- |
| 2016年（平成28年） | 204      |
| 2021年（令和3年）  | 208      |

### 従業員数の変遷
経済センサスによる従業員数の推移。
| 年                 | 従業員数 |
| ------------------ | -------- |
| 2016年（平成28年） | 3,297    |
| 2021年（令和3年）  | 4,427    |

## 施設
- 警視庁第八機動隊
- 総務省第二庁舎（統計局や人事・恩給局などが入っている）
- 東京女子医科大学 河田町キャンパスの一部
  - 東京女子医科大学病院（西病棟・糖尿病センターなど。本部所在地は道路を挟んだ河田町になる）
- 東京韓国学校
- 新宿区立余丁町小学校
- 公益財団法人合気会・合気道本部道場
- 東京都赤十字血液センター（新宿）
- 産業遺産情報センター（世界遺産「明治日本の産業革命遺産」のガイダンス施設で上記の総務省第二庁舎敷地内にあるが、新型コロナウイルス感染症の流行のため休館中）

### かつて存在した施設
- 戸山脳病院（1904年～1929年）
- 政策研究大学院大学があったが、2005年に港区六本木へ移転した。
- 嶋田青峰邸[15]
- 陸軍砲工学校

## その他

### 日本郵便
- 郵便番号 : 162-0056[3]（集配局 : 牛込郵便局[16]）。